# Laurence Patrick Twomey
Laurence Patrick Twomey, britanski general, * 1905, † 1963.